# 2003-as Intertotó-kupa
A 2003-as Intertotó-kupa győztesei: a Schalke 04, a Villarreal és a Perugia csapatai voltak, aminek eredményeként indulhattak az UEFA-kupa 2003–04-es selejtezőiben.

## Első forduló
| 1. csapat        | Össz.       | 2. csapat               | 1. mérk. | 2. mérk.   |
| ---------------- | ----------- | ----------------------- | -------- | ---------- |
| Pasching         | (i.r.g.)2–2 | WIT Georgia             | 1–0      | 1–2        |
| Encamp           | 1–7         | Lierse                  | 0–3      | 1–4        |
| Spartak Trnava   | 2–7         | Pobeda                  | 1–5      | 1–2        |
| Partizani Tirana | (i.r.g.)3–3 | Makkabi Netánjá         | 2–0      | 1–3        |
| Brno             | (i.r.g.)3–3 | Kotayk Abovian          | 1–0      | 2–3        |
| Koper            | 3–2         | NK Zagreb               | 1–0      | 2–2        |
| Žalgiris         | 1–4         | Örgryte                 | 1–1      | 0–3        |
| Győri ETO FC     | (i.r.g.)3–3 | Ethnikósz Áhnasz        | 1–1      | 2–2        |
| Videoton         | 4–5         | Marek Dupnica           | 2–2      | 2–3 (h.u.) |
| Odra Wodzisław   | 1–3         | Shamrock Rovers         | 1–2      | 0–1        |
| Tampere United   | (i.r.g.)2–2 | Ceahlăul Piatra Neamț   | 1–0      | 1–2        |
| Sutjeska         | 4–1         | Union Luxembourg        | 3–0      | 1–1        |
| Bangor City      | 2–6         | Gloria Bistrița         | 0–1      | 2–5        |
| OFK Beograd      | 11–4        | Narva Trans             | 6–1      | 5–3        |
| Dinaburg         | 1–2         | Wil                     | 1–0      | 0–2        |
| Polonia Warszawa | 1–5         | Tobil                   | 0–3      | 1–2        |
| ZTS Dubnica      | 7–1         | Olimbiakósz Lefkoszíasz | 3–0      | 4–1        |
| Dacia Chișinău   | 5–1         | GÍ Gøta                 | 4–1      | 1–0        |
| Sloboda Tuzla    | (b.u.)2–2   | KA                      | 1–1      | 1–1        |
| Sahcjor          | 8–1         | Omagh Town              | 1–0      | 7–1        |
| Allianssi        | 2–1         | Hibernians              | 1–0      | 1–1        |

## Második forduló
| 1. csapat        | Össz.       | 2. csapat        | 1. mérk. | 2. mérk. |
| ---------------- | ----------- | ---------------- | -------- | -------- |
| Akrátitosz       | 0–1         | Allianssi        | 0–1      | 0–0      |
| Örgryte          | 4–4(i.r.g.) | Nice             | 3–2      | 1–2      |
| Slovácko         | 4–3         | OFK Beograd      | 1–0      | 3–3      |
| Racing Santander | (i.r.g.)2–2 | Győri ETO FC     | 1–0      | 1–2      |
| Slovan Liberec   | 4–0         | Shamrock Rovers  | 2–0      | 2–0      |
| Thun             | 3–4         | Brno             | 2–3      | 1–1      |
| Brescia          | 3–2         | Gloria Bistrița  | 2–1      | 1–1      |
| Marek Dupnica    | 1–3         | VfL Wolfsburg    | 1–1      | 0–2      |
| Sahcjor          | 3–5         | Cibalia          | 1–1      | 2–4      |
| Sint-Truiden     | 0–3         | Tobil            | 0–2      | 0–1      |
| Willem II        | 3–4         | Wil              | 2–1      | 1–3      |
| Pobeda           | 2–3         | Pasching         | 1–1      | 1–2      |
| Sloboda Tuzla    | 2–5         | Lierse           | 1–0      | 1–5      |
| Tampere United   | 1–0         | Sutjeska         | 0–0      | 1–0      |
| Dacia Chișinău   | 5–0         | Partizani Tirana | 2–0      | 3–0      |
| Koper            | (i.r.g.)3–3 | ZTS Dubnica      | 1–0      | 2–3      |

## Harmadik forduló
| 1. csapat         | Össz. | 2. csapat      | 1. mérk. | 2. mérk.   |
| ----------------- | ----- | -------------- | -------- | ---------- |
| Tobil             | 0–4   | Pasching       | 0–1      | 0–3        |
| Perugia           | 4–0   | Allianssi      | 2–0      | 2–0        |
| Egáleo            | 4–5   | Koper          | 2–3      | 2–2        |
| Nantes            | 5–3   | Wil            | 2–1      | 3–2        |
| OGC Nice          | 0–1   | Werder Bremen  | 0–0      | 0–1        |
| Villarreal CF     | 3–1   | Brescia        | 2–0      | 1–1        |
| En Avant Guingamp | 4–5   | Brno           | 2–1      | 2–4 (h.u.) |
| Dacia Chișinău    | 1–3   | Schalke 04     | 0–1      | 1–2        |
| Racing Santander  | 1–3   | Slovan Liberec | 0–1      | 1–2        |
| Slovácko          | 0–3   | VfL Wolfsburg  | 0–1      | 0–2        |
| Tampere United    | 1–2   | Cibalia        | 0–2      | 1–0        |
| Heerenveen        | 5–1   | Lierse         | 4–1      | 1–0        |

## Elődöntők
| 1. csapat  | Össz. | 2. csapat      | 1. mérk. | 2. mérk. |
| ---------- | ----- | -------------- | -------- | -------- |
| Nantes     | 0–1   | Perugia        | 0–1      | 0–0      |
| Pasching   | 5–1   | Werder Bremen  | 4–0      | 1–1      |
| Brno       | 1–3   | Villarreal     | 1–1      | 0–2      |
| Schalke    | 2–1   | Slovan Liberec | 2–1      | 0–0      |
| Heerenveen | 2–1   | Koper          | 2–0      | 0–1      |
| Cibalia    | 1–8   | VfL Wolfsburg  | 1–4      | 0–4      |

## Döntők
| 1. csapat  | Össz. | 2. csapat     | 1. mérk. | 2. mérk. |
| ---------- | ----- | ------------- | -------- | -------- |
| Pasching   | 0–2   | Schalke 04    | 0–2      | 0–0      |
| Heerenveen | 1–2   | Villarreal    | 1–2      | 0–0      |
| Perugia    | 3–0   | VfL Wolfsburg | 1–0      | 2–0      |

- h.u. – hosszabbítás után
- b.u. – büntetők után
- i.r.g. – idegenben rúgott góllal

## Lásd még
- 2003–2004-es UEFA-bajnokok ligája
- 2003–2004-es UEFA-kupa